# Saint-Romain-d'Ay
Saint-Romain-d'Ay är en kommun i departementet Ardèche i regionen Auvergne-Rhône-Alpes i sydöstra Frankrike. Kommunen ligger  i kantonen Satillieu som ligger i arrondissementet Tournon-sur-Rhône. År 2022 hade Saint-Romain-d'Ay 1 168 invånare.

## Befolkningsutveckling
Antalet invånare i kommunen Saint-Romain-d'Ay
Referens: INSEE